# Genocide & Juice
Genocide & Juice è il secondo album del gruppo musicale hip hop statunitense The Coup, pubblicato il 18 ottobre 1994 e distribuito da Wild Pitch ed EMI. Partecipano, tra gli altri, anche E-40 e Spice 1.
| Recensione | Giudizio |
| ---------- | -------- |
| AllMusic   | [ 1 ]    |

## Tracce
Testi di Eric Davis, Raymond Riley, musiche di Boots, Manny Bo (traccia 4).
1. Intro (G-Nut Talks Shit from the Gut) – 0:54
2. Fat Cat, Bigga Fish – 6:15
3. Pimps (Free Stylin At The Fortune 500 Club) – 5:05
4. Takin' These – 4:39
5. Hip 2 Tha Skeme – 5:41
6. Gunsmoke – 4:02
7. This One's A Girl – 0:38
8. The Name Game – 5:38
9. 360 Degrees – 2:14
10. Hard Concrete – 4:21
11. Santa Rita Weekend (featuring E-40 & Spice 1) – 4:54
12. Repo Man – 3:07
13. Interrogation (featuring Osagyefo & Point Blank Range) – 4:48
14. Outro – 0:41

## Classifiche
| Classifica (1994)         | Posizione massima |
| ------------------------- | ----------------- |
| US Heatseekers Albums     | 27                |
| US Top R&B/Hip-Hop Albums | 62                |